# Оливера Мрњавчевић Балшић
Оливера Мрњавчевић Балшић је била прва супруга Ђурђа I Балшића.

## Биографија
Оливера је била ћерка српског краља Вукашина Мрњавчевића и његове супруге Јелене. Оливера је била млађа сестра Марка, Андријаша и Иваниша Мрњавчевића. Вероватно је била старија од Дмитра Мрњавчевића који је рођен најмање десет година после Марка. Брак Оливере и Ђурђа I Балшића склопљен је у периоду када су Мрњавчевићи ширили свој утицај брачним везама у немогућности да се шире војним путем због постојања моћног Војислава Војиновића. Оливера се трајно везала за поседе у селу Лоренц које није убифицирано. Тамо је подигла цркву Свете Марије. Од мужа је добила неопходну дозволу, а из државе оца је довела мајсторе. Користила је и свој мираз. Храм су даривали Оливерини родитељи што сазнајемо из спора између Оливериних потомака и попа Ђинака (1444) који је у периоду млетачке власти стекао сва права над црквом свете Марије.
Ђурађ Балшић се развео од Оливере након погибије Вукашина и Угљеше у бици на Марици. Више није било политичких разлога за брак. Оливера је Ђурђу родила ћерку Јелисанту. Јелисанта је живела до 1443. године уживајући баштинска права над црквом свете Марије.